# Pipile pipile
La pava de Trinidad (Pipile pipile), también yacutingá de cara azul, chachalaca de la Trinidad, guan común de Trinidad, pava rajadora, o yacutinga cariazul,  es una especie de ave galliforme de la familia Cracidae, que se encuentra únicamente en los bosques de la isla Trinidad. La especie está en peligro crítico de extinción por destrucción o intervención de su hábitat.

## Características
Se caracteriza por su larga cresta blanca a los lados y negruzca al centro; piel blanca alrededor de los ojos y garganta azul ancha. El plumaje es negruzco con un parche alar blanco barreteado. Las patas son rojizas.

## Historia natural
Se alimentan de frutos, semillas e insectos, en parejas o tríos. Anidan en la parte más alta y densa de los árboles. Ponen dos a tres huevos.

## Taxonomía
Varias pavas fueron consideradas anteriormente como subespecies de Pipile pipile. Sin embargo, la osteología, biogeografía y el análisis de DNA mitocondrial (Grau et.al. 2005), demostró la separación de las tres especies P. cumanensis, P. cujubi y P. jacutinga y además, la relación de todas ellas con la especie Aburria aburri, de manera incluso que P. jacutinga se encuentra más distante de las demás, que A. aburri. No obstante, estas conclusiones no han sido aceptadas por el Comité de Clasificación de Sudamérica (SACC), ni por la lista de Clements.